# Zeemanslied

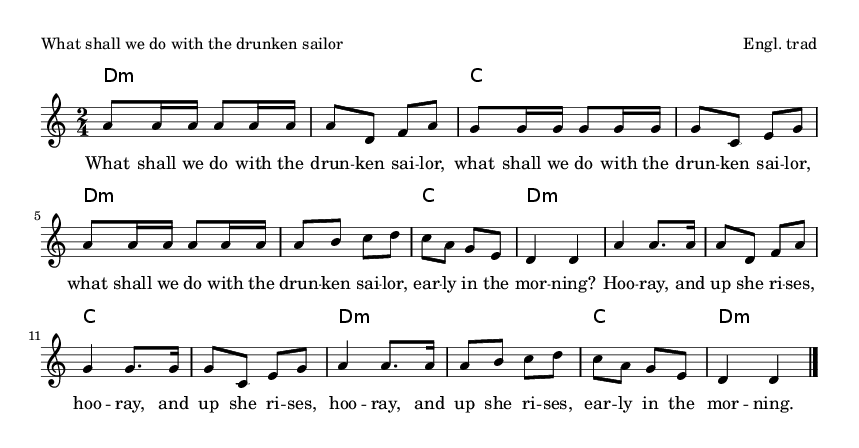
What shall we do with the drunken sailor

Een zeemanslied gaat over zeelieden, over hun werk aan boord, hun reisbestemming, hun heimwee naar huis en geliefden, over de gevaren op zee en over de mooie kanten van het zeemansleven, over het vechten op zee en over het vissen op zee. 

## Algemeen

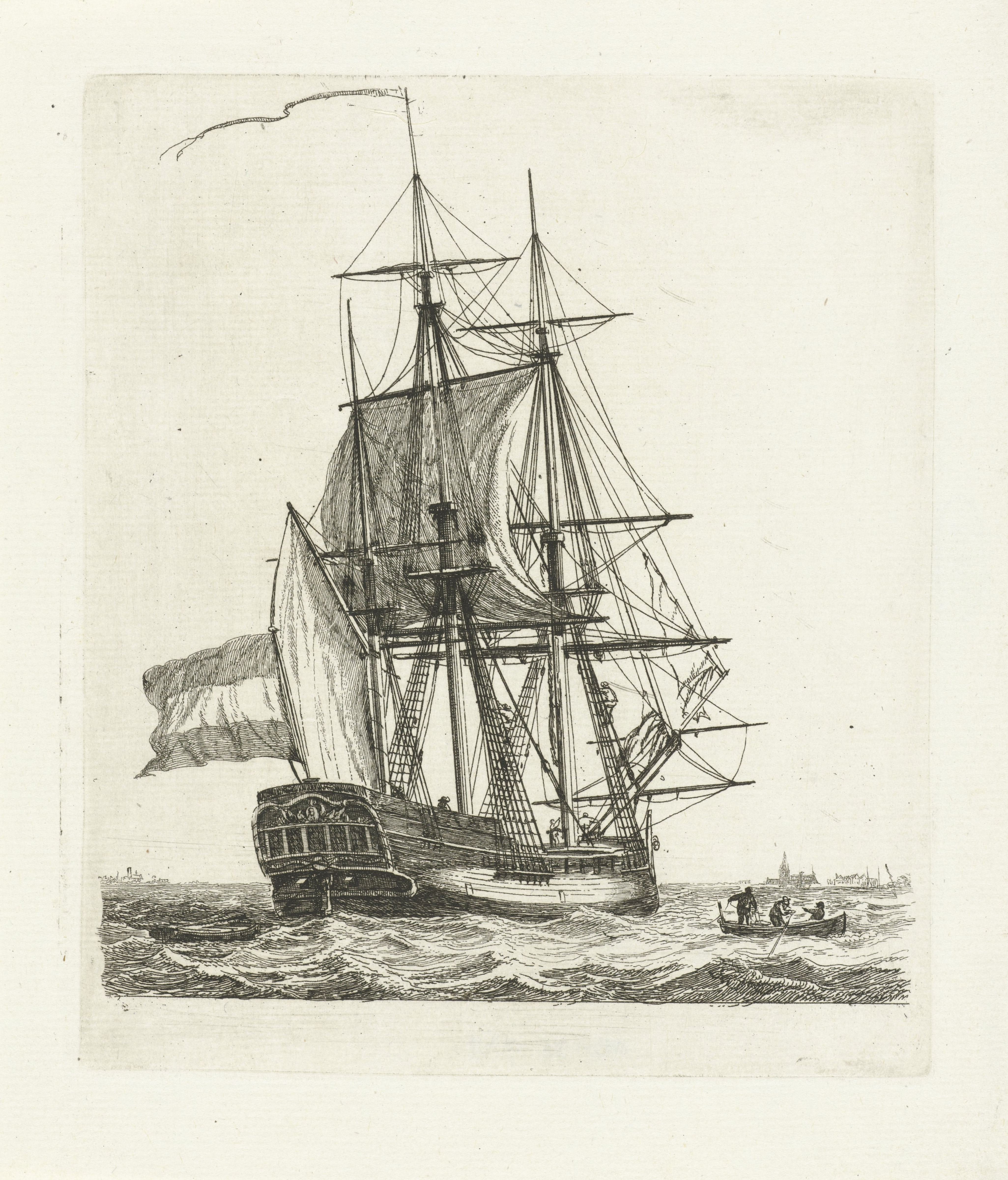
Driemaster met twee figuren in de touwen.

Het zingen van een lied aan boord van zeilschepen tijdens de Grote Zeilvaart had als doel het reilen en zeilen efficiënt te laten verlopen. De oudste verwijzing naar ritmische korte teksten bij het hijsen van zeilen staat in een Engels manuscript uit 1400. Een schip met pelgrims vertrok vanuit Engeland naar Santiago de Compostella. Eén van pelgrims schreef op wat hij hoorde. 
De verdere ontwikkeling naar het gezongen arbeidslied kwam eind 18e eeuw op gang bij Britse koopvaardijschepen onder de naam shanty. De Republiek der Zeven Verenigde Nederlanden was in de 17e eeuw de grootste zeevarende natie, maar arbeidsliederen van Nederlandse oorsprong zijn er naar verhouding weinig. Nederlandse zeelui zouden vooral arbeidsliederen in het Engels en het plat-Duits hebben gezongen.
Bepaalde momenten aan boord werden gemarkeerd door een ceremonielied. Niet het ritme maar het juiste moment en de volgorde van handelingen waren belangrijk. Zo’n lied was er bijvoorbeeld voor het aflossen van de wacht ’s avonds en ’s  nachts.
 
Een ander belangrijk tijdstip was het spreekuur van de chirurgijn. Zijn lied begon steevast met; ‘Kreupelen en blinden, komt laat u verbinden.’
In de schaarse vrije tijd en tijdens werkzaamheden zoals het bereiden van eten en aardappelen schillen werden ontspanningsliederen gezongen. Dat waren zowel vrolijke liederen als liederen over heimwee en over de gevaren van het ruige zeemansleven. Deze ontspanningsliederen werden soms begeleid door een muziekinstrument als dat beschikbaar was. Bij het arbeidslied en het ceremonieel lied werd a capella gezongen.
Over oorlogsschepen, vissersschepen, zeeroversschepen en schepen op de routes van en naar de Nederlandse koloniën werden nogal eens lange, verhalende liederen gezongen. 
Aan de wal werden er ook zeemansliederen gemaakt. Om het tekort aan goede zeelui op te lossen werden liederen gemaakt waarin het zeemansleven werd verheerlijkt. Met zulke werfliederen probeerde men personeel te werven. De nette burgerij vond de meeste zeemansliederen ordinair en in die kringen begon men eind 18e eeuw nette zeemansliederen te schrijven met opvoedende teksten, die bovendien het nationaal gevoel moesten bevorderen. 
Naarmate zeilschepen werden vervangen door stoomschepen en zwaar werk door machines werd overgenomen raakte het arbeidslied aan boord van schepen in onbruik.
In de 20e eeuw namen veel populaire zangers en zangeressen nieuw gemaakte zeemansliederen op in hun repertoire. Vanaf de jaren 1970 ontstonden overal in Nederland shanty-koren die de oude zeemansliederen gingen zingen.

## Arbeidslied

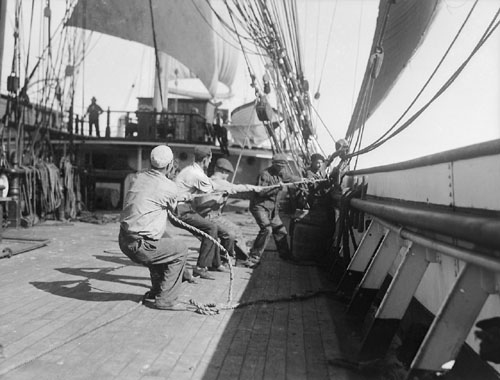
Trekken aan de val

Bij eentonig werk werden ritmische liederen gezongen, waarbij de voorzanger (shantyman) het tempo aangaf en de coupletten zong. De bemanning zong de refreinen. Het ritme paste bij het soort werk: het wegpompen van water, het hijsen en afnemen van zeilen, het stouwen van lading en ballast, het lichten van het anker, het bedienen van de verschillende vallen en schoten bij verandering van koers, het reven van de zeilen, het opbergen van het grootzeil, het bedienen van de windas, het schrobben van het dek. Als het werk één moment van kracht vereiste, werd een eenregelig refrein besloten met een krachtig woord, bijvoorbeeld pull (trek), haul (haal) e.d. Als het werk constante kracht vergde zoals het ophalen van het anker met een kaapstander (of gangspil) hadden de refreinen meer regels. 
Uit de 17e en 18e eeuw zijn enkele Nederlandstalige korte, krachtige liedjes bewaard gebleven, waarvan geen melodieën bekend zijn. Ze gaan over het ophalen van het anker en het hijsen en bedienen van de zeilen. Met de voortgaande mechanisering van de scheepvaart in de loop van de 19e eeuw verdween het arbeidslied aan boord geleidelijk omdat het niet meer nodig was. Ze werden bewaard in diverse liederenbundels en vanaf het laatste kwart van de 20e eeuw werden ze door een toenemend aantal shanty-koren gezongen.

### Haallied

Zeilen naar de wind zetten

In de 17e eeuw werden er op VOC-schepen korte arbeidsliedjes gezongen.
  
Bij het ophijsen van bepaalde zeilen zette de bootsman het lied in en de matrozen volgden:

Hio hoch / Hio im hoch / Hio settop / Hio setthen droogh / Ay lustig als manne / Ay haaler wat anne.

Eenmaal op zee werd bij het naar de wind zetten van de zeilen gezongen:
 
Hio rise / Hio kayre / Hio rietneer / Hio ho.

Bij het aanhalen van de schoot klonk:

A schot an / A rhken schoot / A kleen en groot / A haalweg.

Bij de uitroep ‘A’ werd ademgehaald, daarna kwam de ruk aan de schoot.
Van een haalliedje uit het midden van de 19e eeuw is de melodie bekend: 
Heintje, Katrijntje, boelijntje,/Amsterdam, Rotterdam, Dordt,/Jenever krijg je een schijntje,/zoutwater bij je gort. Bij de regel met de drie steden werden er drie forse rukken aan de boelijn gegeven. Een andere versie begon met Haallijntje, boellijntje, Katrijntje. Tegenwoordig kent het lied vier coupletten.

### Gangspillied

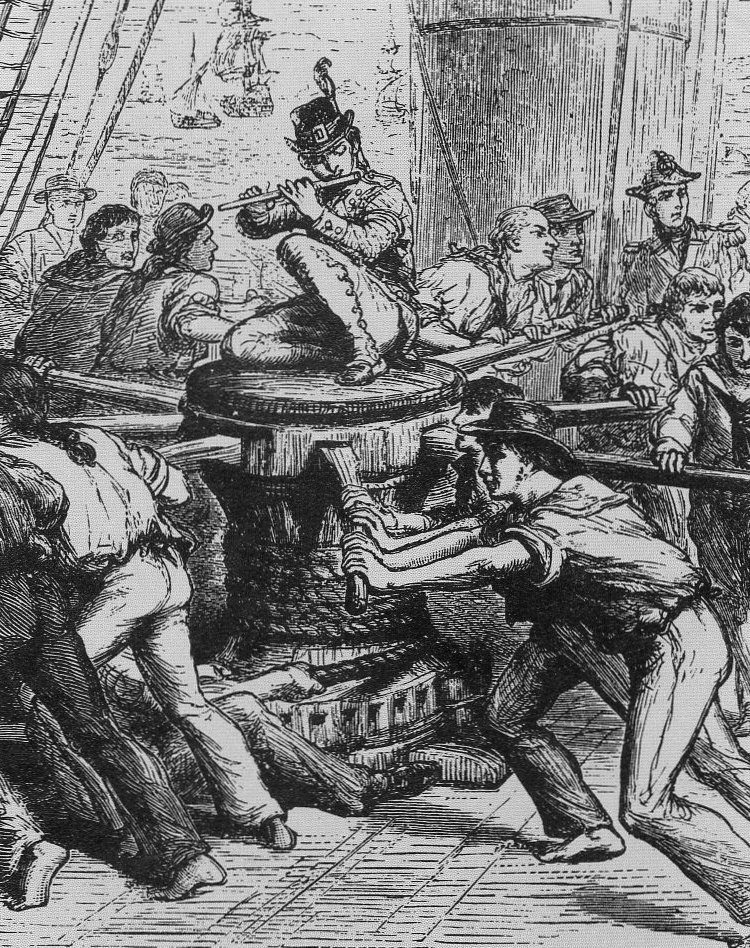
Werken aan de gangspil of kaapstander met muzikale begeleiding

Bij het bedienen van de gangspil of kaapstander werd onder meer het lied Daar was laatst een meisje loos gezongen. Het bestond vroeger uit twaalf tweeregelige coupletten, waarvan de eerste regel eindigde met O Isabee en het refrein luidde: Jongens, jongens, jongens, wat een Isabee.
 
Gangspilliedjes hebben vaak veel coupletten, waarbij de solist de verhalende tekst zingt en het koor het meestal weinig zeggende refrein zingt. Een voorbeeld: eerste couplet: En toen was er een kind van een jaar of twee,/rendowee rendo,/en toen ging het al met zijn vader op zee,/rendowee rendo. Totaal vijf coupletten waarbij ten slotte het kind van tien al de Oost en de West had gezien.

Ander voorbeeld: eerste couplet: In Hellevoetsluis daar staat een huis,/hoera, de ijzeren man,/daar zijn er de dames van Baggermans thuis,/hoera, de ijzeren man. Totaal negen coupletten over een dame die in vol ornaat naar de kerk gaat. Na elk couplet volgt het refrein: Dan zingen wij vrolijk falderaldera,/wie gaat er met ons mee,/wij varen naar Amerika,/het schip ligt op de ree. Het refrein van dit lied vormde het eerste couplet van een lied voor vrolijke landverhuizers die met het schip De IJzeren Man naar Amerika voeren:

Daar ligt een prachtig zeekasteel,/Hoera, de ijzeren man,/schoon wappert de vlag dat pronkjuweel,/hoera, de ijzeren man,/daar zingen wij vrolijk tralderaldela,/wie gaat er mee naar Amerika. Daarna volgen nog elf coupletten, waarin het leven aan boord en de verwachtingen over Amerika aan bod komen.

### Ballastlied
West-Zuid-West van Ameland was een ballastliedje. Eén man zong en de anderen vielen in bij het laatste woord van elke regel en tegelijkertijd gooiden ze dan een schep ballast in het ruim: Hoog, hoog, ja hoog,/ de ballast die is droog,/maar onder op de grond/is hij zo nat als stront. Op Terschelling zong men bij het ballastladen Daar was laatst een meisje loos.
 Een ander ballastliedje ging over huwelijksproblemen van een zeeman: eerste couplet: Ons stuurman heeft er een vrouwtje getrouwd,/en je moest er eens weten hoe of het hem rouwt,/faderalderi, falderaldera, hoera, hoera hoera. Totaal vijf coupletten, waarbij de stuurman met drank zijn verdriet mag verdrinken. Bij het ballast lossen zongen de Terschellingers: Terschelling heeft een hoge toren,/Flieland heeft zijn naam verloren,/Texel is een waaigat,/de Helderse kraaien zingen dat.

### Sterrelied

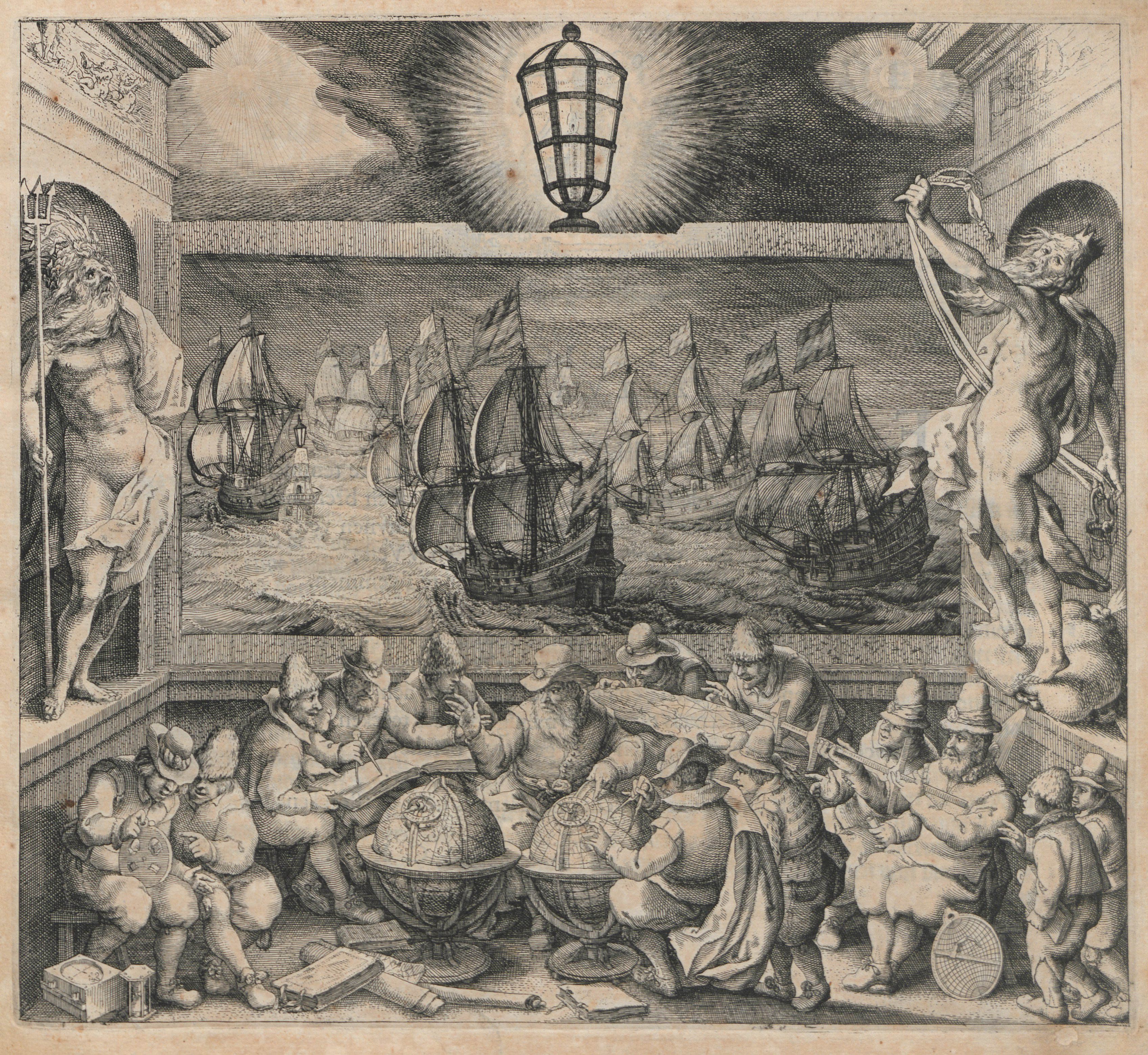
Een les in zeevaartkunde (1608)

Een bijzonder arbeidslied maakte Robbert Robbertsz.. Hij was in Amsterdam vanaf 1586 leraar van zeelieden op de grote zeevaart, waarvan de meesten zich alleen op de noordpoolster konden oriënteren. Hij leerde hen ‘op alle sterren te varen’ en voor het praktisch gebruik maakte hij het Sterrelied. Het werd vooraf gegaan door een instructie op rijm, hoe het lied moest worden gebruikt.
Eerste couplet van de instructie:
Een liet ghedicht hoe die uren en stonden
Snacht met t’gesicht aen sterren wert gevonden.
Als ghy een siet int zuyden die ghy kent
Dan wijst dit liedt hoe laet het is omtrent.
Het couplet voor juni, als op de 21e de zon in het teken van de kreeft staat.
Cancer u groote hond can lustich blaffen
Laet toch die Noort tweelinc cleyn hontgen straffen
Want dit schip is aen zijn vlach wel bekent
Het vaert altoos rond omme sonder ent.
Het sterrelied zelf was gemaakt op de wijs van psalm 8. Voor elke maand was er een couplet
Door die berijmde coupletten uit het hoofd te leren hadden de zeelui het systeem altijd paraat.

## Ceremonielied
De bemanning was ingedeeld in kwartieren, die om beurten de wacht hielden. Het kwartierlied was zowel op koopvaardijschepen als op oorlogsschepen in gebruik. Binnen de algemene naam kwartierlied kende men het lied van de provoost, het porderslied en de roerzang.

### Provoostlied
De provoost was aan boord van spiegelretourschepen of Oost-Indiëvaarders verantwoordelijk voor orde en gezag. Geconstateerde onregelmatigheden bracht hij voor de scheepsleiding, die de verdachte berechtte. De straffen varieerden van een boete via lijfstraffen (waaronder kielhalen) tot de doodstraf. Maar de provoost had ook een rol in de dagelijks gang van zaken. Hij zong of riep zijn lied aan het begin van de eerste wacht om acht uur ’s avonds, nadat hij enkele stokslagen tegen de grote mast had gegeven. Aan het eind van de 17e eeuw luidde zo’n lied:
Hoort, manne, hooret,
Van de acht en van de straat, of de Profoost sal geld of pand rapen,
Niemand drincke hem droncken in bier ofte wyn,
’t Zal van avend Prinze Quartier zyn,
Prinze Quartier houd goede wacht,
God die verleen ons een goede nacht,
En goede nacht en goede vree,
Geluck en behouden rys daarmee,boven dien syn wacht is
Naar kooy dien syn beurt is
Leit de klock, verlosset de manne van t‘roer en d’uytkyck.

### Porderslied
Om de matrozen die lagen te slapen wakker te maken voor hun wacht en hen te stimuleren om op te staan (rijzen) werd een porderslied gezongen, zoals: 
Reizen, reizen, het is kwartier
Reizen, reizen met plezier
Reizen, reizen met verlangen
Om de man aan ’t roer te vervangen
Reizen, reizen, hei je ’t gehoort!
Anders, stik of smoort.
Rijzen, rijzen, heb je’t yernomen,
Wij zijn nog niet aan de Kaap aangekomen,
Rijzen, rijzen, allen te saam,
rijzen in God’s naam,
't Is rijzen, het is rijzen, voor stuurboordskwartier (bis)
Bij het tweede wekliedje werd na elke zin met een stok over de traptreden geroffeld en na het gezang werd voor de zekerheid nog geroepen: Heb je ‘t gehoord?

### Roerzang

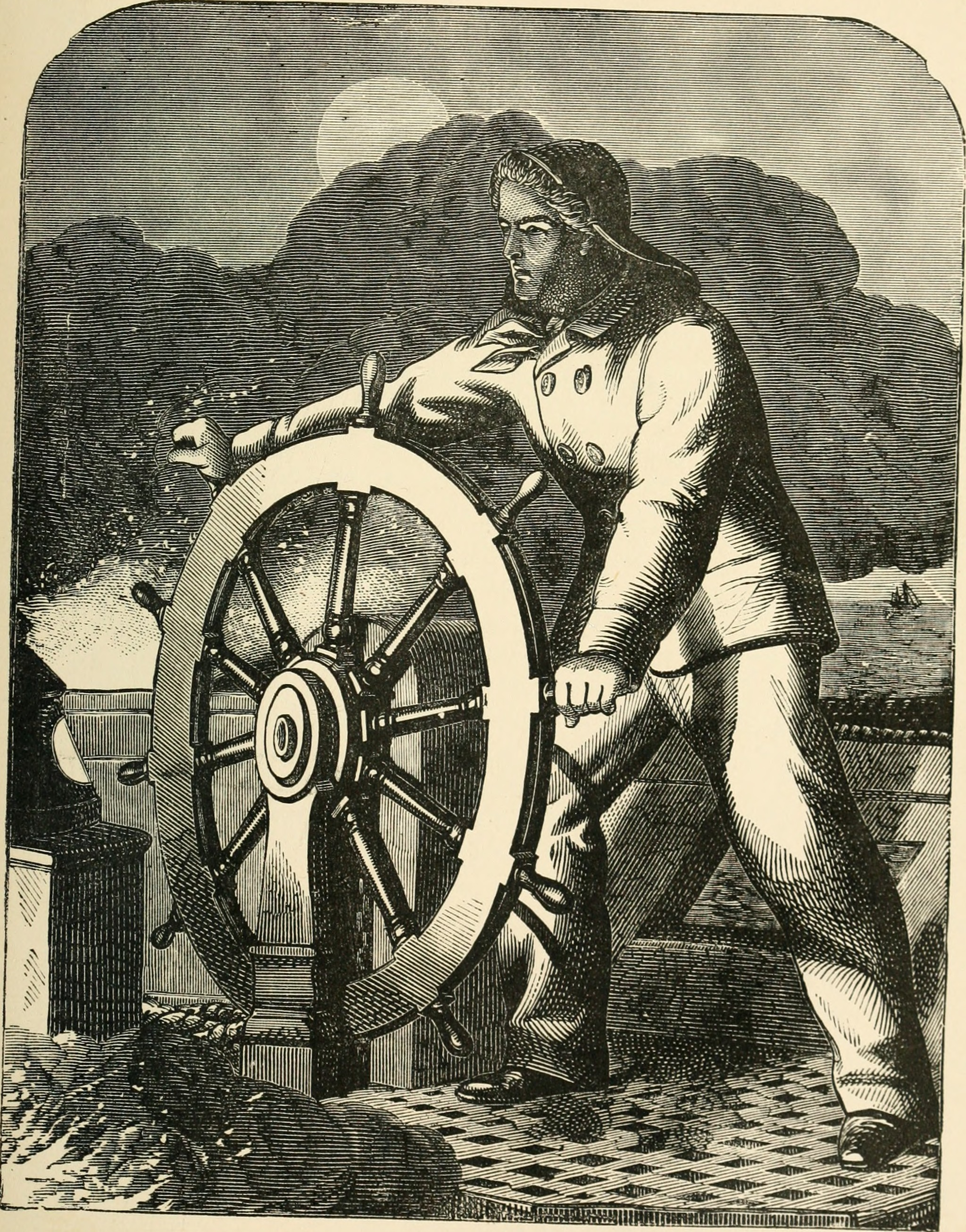
De man aan het roer

De oudst bekende roerzang verscheen in 1566 in druk en had als lange titel: Het ghoede woort voor die Schipluiden tsavonds te roepen, als men dat Lof beginnen te zingen sal omme Godt te bidden voor alle waarlyckheyt te behoeden, om voorspoet ende ghelucke te geven. De oorsprong van het latere kwartierlied lag in een avondgebed. De roerzang eindigde met:
Behouden reis verleen je God./Keer het glas en lui de klok!/Wachtvolk naar boven, de rest naar kooi./Vuren, licht en pijpjes uit./Rollezer! Wachtsvolk, luister naar je namen.
Aan boord van een Harlinger walvisvaarder werd omstreeks 1860 op de thuisreis een lange roerzang gezongen, die begon met:
Hier zeilen wij met Gods verheven,/In zijnen naam voor deze keer,/En zeilen op zijn gebaande wegen,/Ons schip dat slingert heen en weer. De eerste drie coupletten gaan over de gevaren op zee en over de dank aan God die voor een veilige reis zorgt. In het vierde couplet wordt de aflossers gevraagd: Daarom maak u tezaam bereid,/en wilt de zoete slaap afbreken.
Het laatste couplet luidt:
Nu doe ik mijn kwartierlied sluiten,
Met het woord van amen zinkt mijn mond
Gaat u in Godes naam naar buiten
Gaat nu naar boven in deze stond.
En wil de man aan het roer vervangen
Zijn glazen zijn uit, laat hem niet staan
Hij wacht daarop met groot verlangen
ot wij mogen naar de kooi toegaan
En wilt nu lustig naar boven treden
En kijken wel uit
Want ons wachtsvolk gaat naar beneden
Hiermee ik sluit.
Een vergelijkbaar lied werd al in de 17e en 18e eeuw gezongen aan boord van Compagnieschepen. Daar zong een kwartiermeester het bij de wisseling van de wacht om middernacht en wellicht ook om vier uur ’s morgens. 

### Lied van de man op wacht
In een ‘nieuw zeemanslied’, op de wijs: Ach wat is het menschen leven beschrijft de man op wacht wat hij ziet en hoort en waaraan hij denkt.
Hij ziet de maan en de sterren: O Maan, o sterre ligten, hoe schoon is uwen glans.
Hij hoort het ruisen van de zee: Als ik aanhoor de baaren,/het ruyzen van den zee,/Nepthunis met zijn snaaren,/die myn verselt al ree.
Hij brengt onder de aandacht dat de zeelui onder moeilijke omstandigheden de mensen op het land ondersteunen: Ik Zeehelt die het leeven,/Den Landman onderschraagt,/Ik moet myn gaan begeeven,/Waar storm of wind myn jaagt.
Hij vraagt zich af of boeren en middenstanders wel beseffen, dat ze zonder de vrachten die door schepen worden aangevoerd ze hun werk niet konden doen: Dan denk ik meenigmaalen,/Den zeeeman dien het zant,/Voor de Vaderlandsche paalen,/Steeds houwd tot onderstand,/Tot Land- en Akkerbouwen,/Door uwen komst alleen,/Den Bakker en den Brouwer,/Moet blyven op den been.
Als het vier glazen heeft geslagen ziet hij met vreugde het ochtendgloren en zit de helft van zijn wacht er op. Als het acht glazen heeft geslagen kan hij gaan slapen, als het tenminste niet al te ruig weer is: Maar vast het is agt glaazen,/Myn wagt is reeds gedaan,/Nepthunis wilt niet raazen,/Want ik wil rusten gaan..

### Lied van de chirurgijn

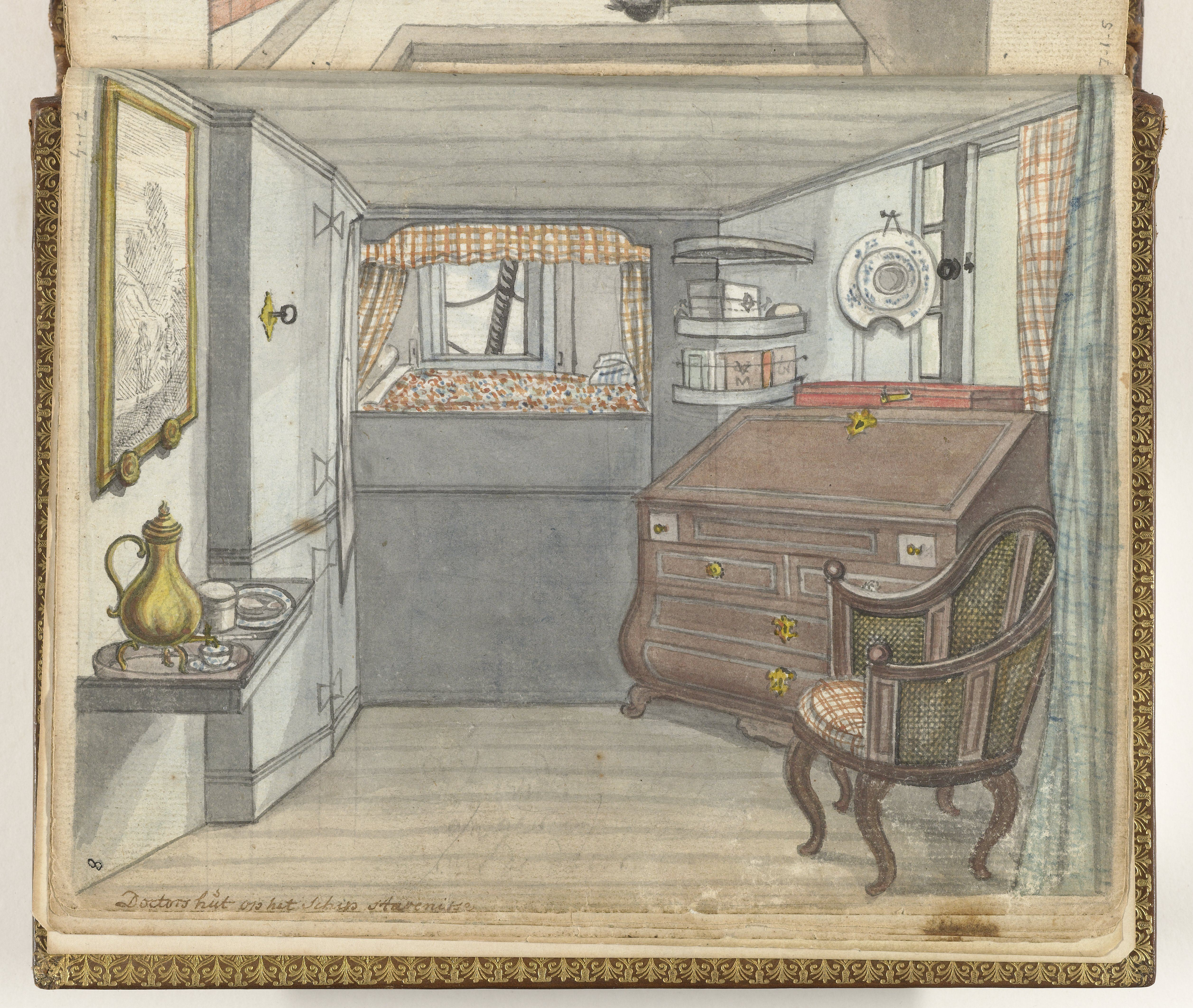
Hut chirurgijn op VOC-schip Stavenisse

Standaard was het lied, waarmee het spreekuur van de chirurgijn werd aangekondigd: Kreupelen en blinden,/komt laat u verbinden,/boven bij den grooten mast,/zult gij den meester vinden.

De chirurgijn moest worden betaald en zijn hulp was niet altijd even effectief. Op Compagnieschepen werd door een scheepsjongen een in het Duits bewaard lied gezongen, waarin deze punten aan de orde kwamen.

Kreupele und blinden,/Kommet lasset euch verbinden,/Hinter der Mast und vor der Spille,/Da sollet ihr den Meister finden./ 
Wann der Meister kommt sein Geld zu hohlen,/So sollet ihr ihn mit Brecheysen und Hebebäumen bezahlen.
 
In de Nederlandse versie werd de chirurgijn niet betaald met breekijzers en hefbomen, maar met vuisten en handspaken.

### Werflied

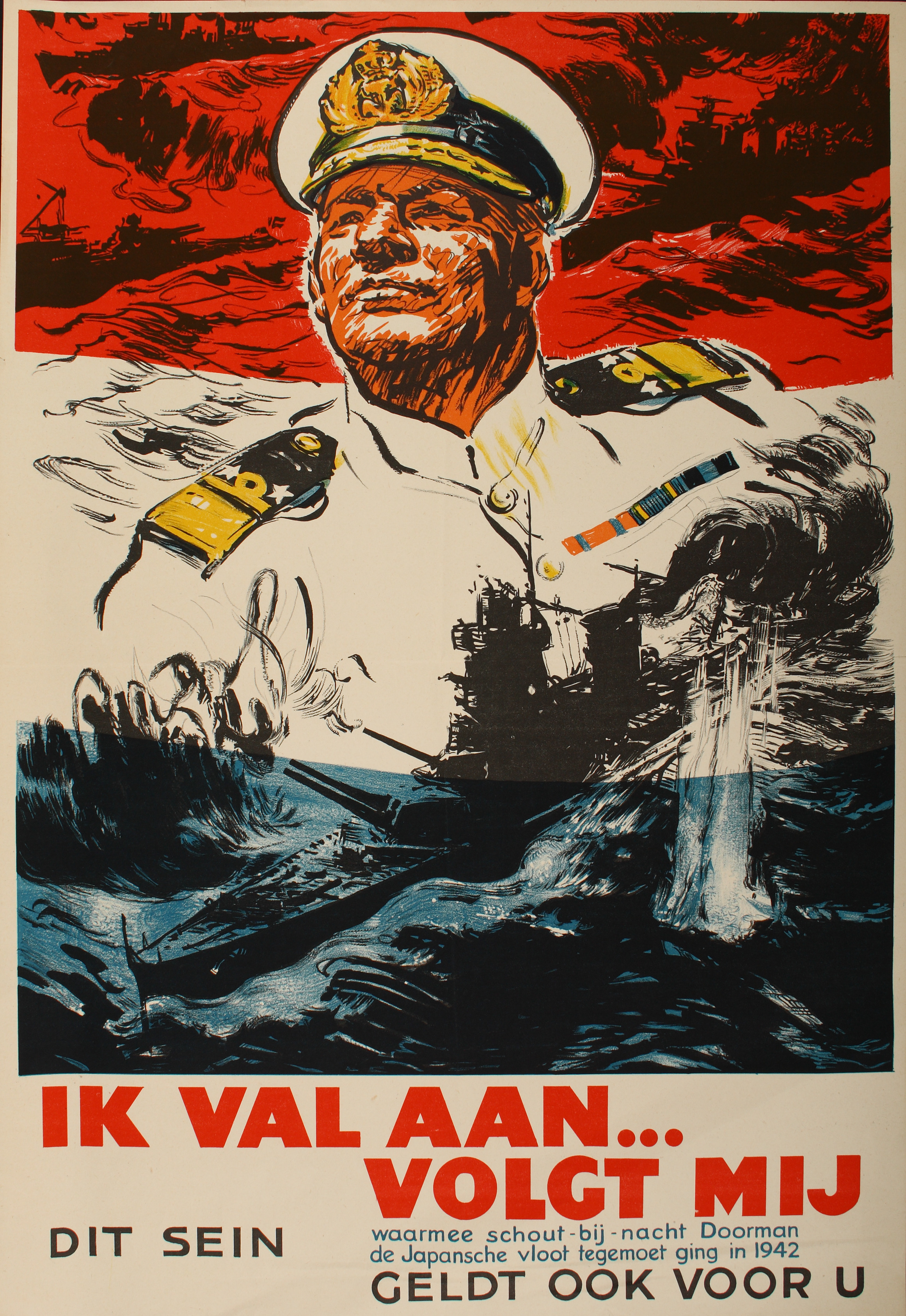
Wervingsposter 1945

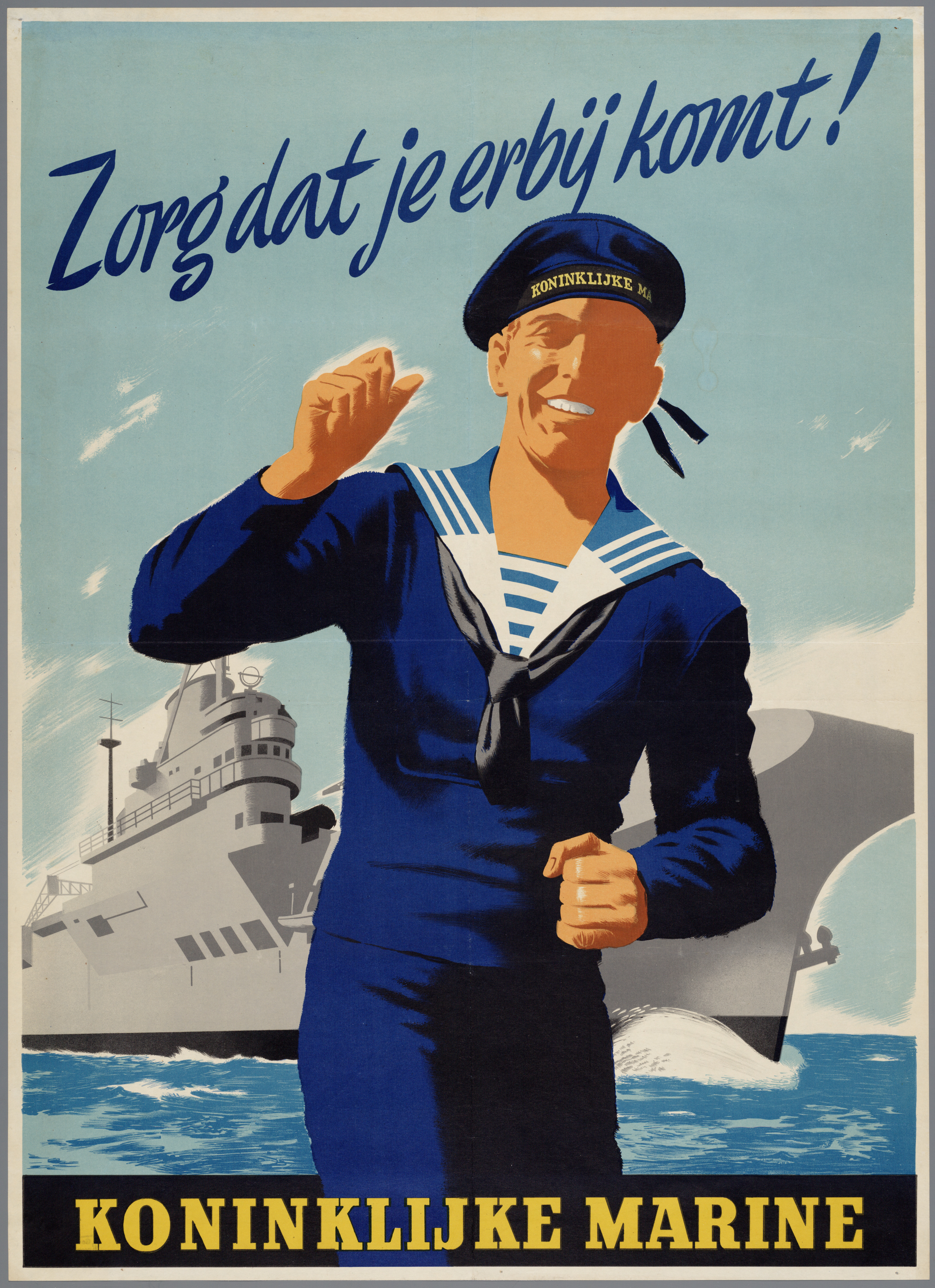
Zorg dat je erbij komt

In de 18e eeuw ontstond er schaarste aan goede zeelieden zowel bij de koopvaardij als bij de marine. Met liederen waarin het zeemansleven uitsluitend werd verheerlijkt probeerde men personeel te werven. In een bundel uit 1704 worden de heldendaden uit het verleden bezongen en de titel van het laatste lied luidt: 
Een Nieu Oorlogs-Lied, tot aenmoedigingh van Matroosen en Soldaten met als eerste couplet:
Het is nu tijdt Matroos en Soldaten,
Om te betoonen u Helden moet,
Vecht nu voor 't Land en voor de Staten,
Vecht nu voor de vryheyt, goet en bloet:
't Js al om de vryheyt dat men het doet,
't Js al om de vryheyt te beklijve,
Die ons voorouders hebben valjant:
Wonne door dapperheyt,
Alsse maer ginge in de strijt.
Vaderland, vrijheid en dappere voorouders worden als aanmoediging ingezet. In een ander werflied wordt de nadruk gelegd op het geld: 
Wel wat vreugd ziet men gebeuren
Door ons heele Nederland
De Vlaggen ziet men nu uithangen
En Werfhuizen heel plaizant.
Hondert Guldens kunt gij krijgen.
Jonkmans staet niet lang te drijgen
Wild maer maken een accoord.
De aansporingen in de rest van het lied, zoals: Jonkmans, wild niet langer werken,/maar gaan varen heel plaizant wekken de indruk dat je aan boord niet hoefde te werken.

Voor wie het geld nog niet doorslaggevend is, wordt er de nadruk erop gelegd dat het maar voor een jaar is en dat je daarna kunt trouwen.
So lustig Jonkmans nu wordér Geld gegeven,
Neemt maar dienst voor ’t Vaderland
Al is ’t voor de maas
En waag uw Jonge leeven.
Dertig dukaten krygt gy op hand
Wat wil je meer, wil op u liefje niet denke
’t Is maar voor een jaar
Dan trouwen wy malkaar.
Ook in de 19e eeuw bleef er behoefte aan werfliederen. In de 20e eeuw werd de slogan zorg dat je er bij komt uit de marine-advertenties door Tom Manders gebruikt als als werflied met een knipoog.

## Verhalende liederen
Het aantal verhalende zeemansliederen is heel groot en de liederen hebben meestal veel coupletten. Door de wijs van andere bekende liederen te gebruiken werd het onthouden van de tekst en het zingen vergemakkelijkt. 

### Oost-Indië-route

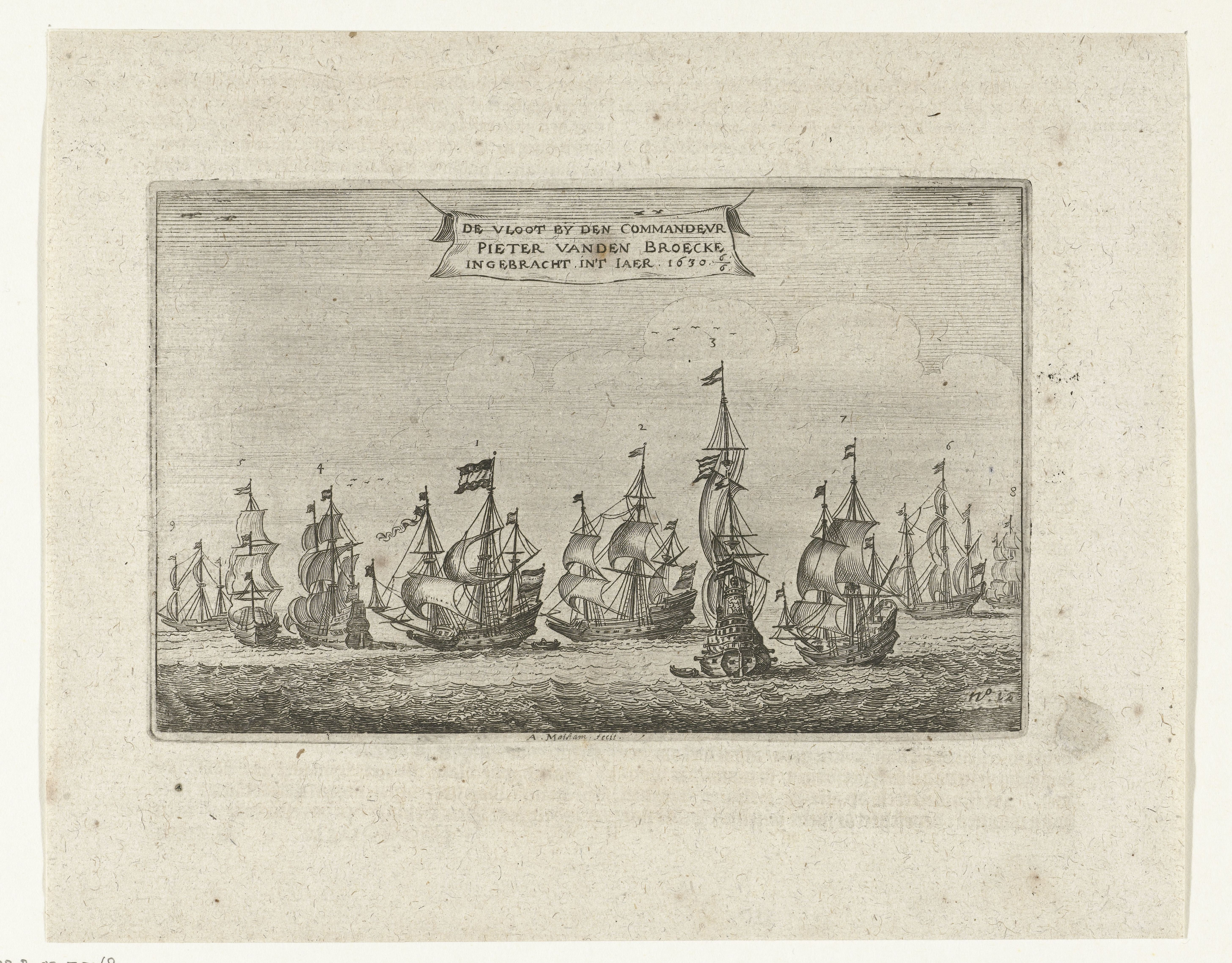
Bij Texel, terugkeer vloot uit Oost-Indië, 1630

In de bloemlezing Wie wil d'r mee naar Oost-Indië varen zijn de liedjes gerangschikt volgens de cyclus: de werving, het afscheid, de avontuurlijke en gevaarlijke heenreis, de tussenstop aan de Kaap, de aankomst in Batavia, het verblijf in de Oost, de omgang met vrouwen daar, de terugreis, het potverteren thuis en de nieuwe aanmonstering.
Een van de oudste liederen die werden gezongen op de VOC-schepen is Hoort toe matroosen al te saem. Het lied heeft 17 coupletten van acht regels en werd aangeprezen als Een nieuw matroosliedeken.. Het werd voor het eerst gezongen op de Oostindiëvaarder Frederik Hendrik, die op 23 december 1638 uit Batavia naar de Nederlanden vertrok. 
De eerste zes coupletten gaan over de gevaren op zee: stormen, piraten en andere vijanden. Dan volgen er acht coupletten over het gedrag van de matrozen aan de wal: drinken van sterke drank, roken van tabak en omgang met vrouwen, zowel met vrouwtjes van den lichten aert als met out en jonck die dan uiteraard geen dochters met eeren zijn. In de laatste drie coupletten worden de matrozen gemaand om hun leven te beteren: Hout toch met het drincken maet,/ want dronckenschap is soo men seydt,/ de moeder van het quaat.
In Een Calis-Liedt uit 1660 overweegt iemand, die niet meer goed voor vrouw en kinderen kan zorgen, te gaan varen: Mijn Ambacht is soo gped als doodt,/Niet beter als om veer te varen. Uit de verschillende mogelijkheden kiest hij de vaart op Oost-Indië: Oost-Indien houd’ick lief en weert,/Het wort van menigh Man gepresen,/Want als het goet hier is verteert,/Soo kan men daer noch Joncker wesen. En bij het afscheid van vrouw en kinderen beloofd hij: Als ick weer by u koom,/dan sal Icjk alle Man met Goudt betalen.
Een nieuw lied, gedight op ‘t Oost-Indisch retour-schip de Geertruyt telt 19 coupletten, waarin verslag wordt gedaan van de reis in 1722: Van Bavia gevaaren/De Straat uyt sonder beswaren. Na het verlaten van Straat Soenda ging het harder waaien: Matrosen moesten het marsseyl reeven/dat coste nogh een man seyn leven/die viel uyt groote want in de zee. Later gingen in een storm de grote mast en de fokkemast overboord en maakte het schip water. Na twee etmalen pompen kwamen twee andere schepen hen te hulp en zo konden ze Kaap de Goede Hoop bereiken. Daar was men verbaasd dat het schip in die slechte conditie nog zo ver was gekomen. Het lied werd gemaakt door een jonge kuiper, die varen helemaal niet leuk vond:
Die ons lietjen heeft te claren
Was een cuyper, jongh van jaaren.
Int vaaren hatte hy verdriedt:
Het was hem selfs overgecoomen
En voort eerste ondernomen
Daarom maecte hy dit liedt.
Hoe verschrikkelijk een zeereis kon zijn, wordt in 23 coupletten verteld in Een droevigh lied van ’t schip de Swarte Haen. De melodie is ontleend aan Oude en nieuwe Hollantse boerenlietjes en contradansen. 
Het schip was in 1673 vertrokken uit Sluis en werd overvallen door Noord-Afrikaanse kapers. Ze wisten te ontkomen maar verloren de mast en de lading.
Een harde wind blies het schip naar een eiland waar het strandde. Op het eiland was niets eetbaars te vinden en men besloot de drie scheepshonden op te eten.
Dat gaf maar kort soelaas en de schipper stelde voor om te loten wie als eerste bemanningslid zijn vlees zou moeten offeren. Het lot viel op de bootsman.
Vervolgens moest het lot nog iemand aanwijzen die de bootsman zou slachten. Het werd Jan de Blaeuw, die zijn gruwelijke taak uitvoerde, maar daarvan zoveel spijt had, dat hij overboord sprong en zwaar gewond in het ondiepe water rond het schip verdronk: Men vist hem daer weer uyt,/Al by het schip verheven,/Men deelt sijn vleesch voorwaer,/En overal gegeven.
Een harde wind zorgde voor hoog water en het schip dreef weg en raakte ten slotte aan de Ierse zuidkust weer aan land. Daar kregen ze eten en drinken van de bevolking, die ontzet rondkeek op het schip.

In het lied wordt beeldend verslag gedaan. 
Het schip strand op een eiland
Wy dreven voor de wind
Op Gods genaden heen.
O schrickelijck ellend:
Al waer mijn hert van steen,
Van yser of metael
Noch sou het moeten schreyen
Want ick u eens verhael
Ons druck en groot lijen.
De bootsman wordt geofferd 
’t Viel op de hoogh-bootsman
Het droevige nood-lot
Hij stack sijn handen uyt
Hy riep so seer tot Godt
Eet nu het vleesch van mijn
Door hongers-noot verheven
Het bloedt tot eenen dranck
Ick wil u al vergeven.
De wind brengt redding, bevolking ontzet
Men bracht haer spijs en dranck
En bier met goede wijn.
Men sagh die plaets in roer
De menschen vol van pijn
Sy liepen in dat schip
En zagen menschen boncken
Die lagen overal
En ’t vleesch al van de schoncken.

### Zeeslaglied
De meest profijtelijke zeeslag vond plaats in 1628 toen Piet Hein de Spaanse zilvervloot veroverde. Het leidde tot een hausse aan liederen die niemand meer kent. (Het nog bekende lied over de zilvervloot stamt uit de 19e eeuw.) Een tijdgenoot maakte Het Triumph-Lied op de wijs van psalm 68, dat begint met: Geluck! Geluck!  O Heyn, en Lonk!,/Voor wie de magt van Spanjen sonk,/Als gy die Vloot van schepen,/Die met dien schat was vol gepropt,/Die Spanjen hadde ingeropt,/Hebt by het hoofd gegrepen. Een ander lied ter ere van Piet Hein was gemaakt op de wijs van het Wilhelmus. Over de reactie van Spanje op de verovering en over het stevige protest van de bemanning tegen het naar hun mening te lage buitgeld werden veel liederen gemaakt.

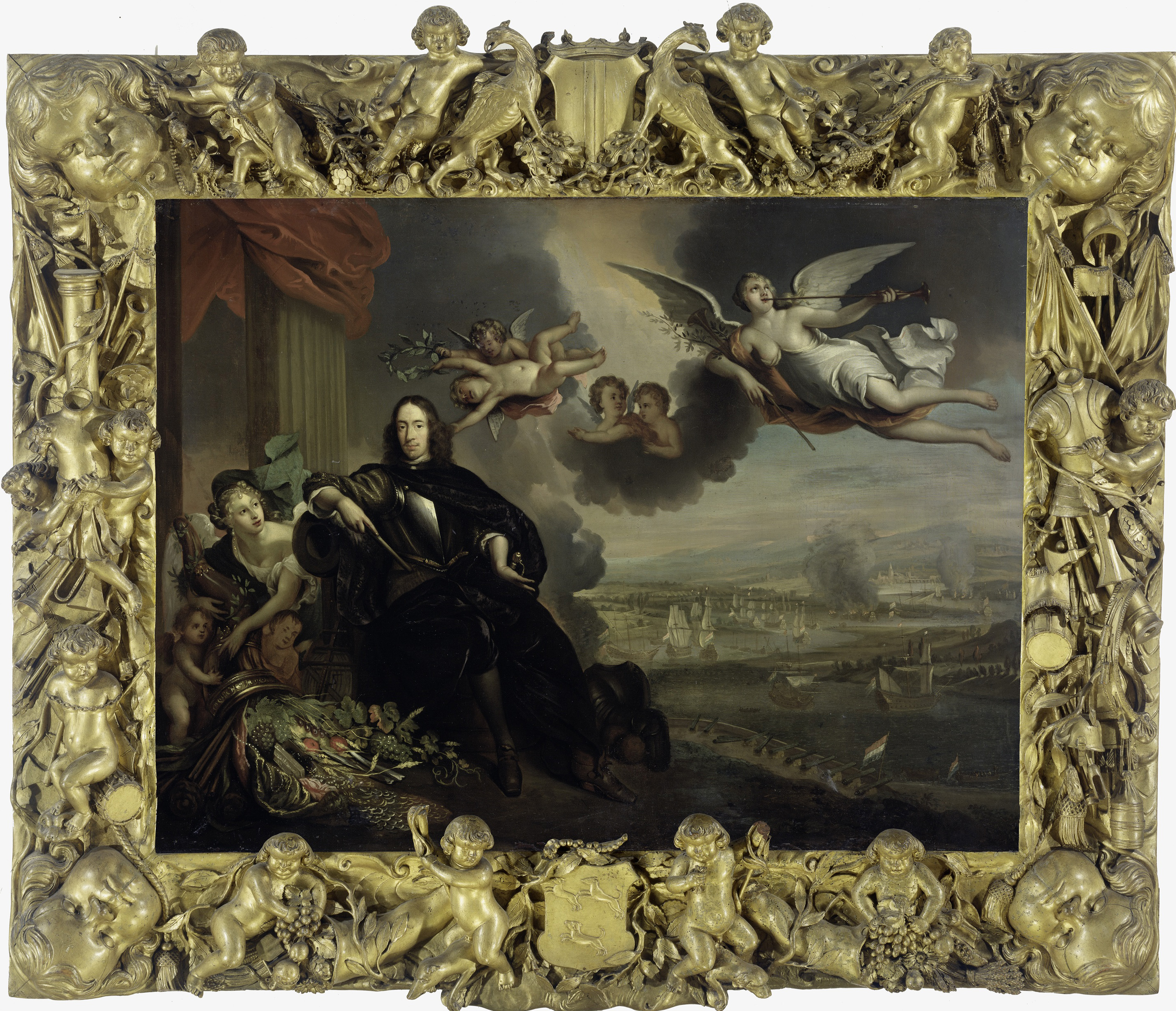
Verheerlijking van Cornelis de Witt, met op de achtergrond de tocht naar Chatham.

Een andere beroemde zeeslag staat bekend als de Tocht naar Chatham. In een lied van Joost van den Vondel De Zeeleeu op den Teems voelt de Britse koning zich veilig: Want van Kalis tot aen Doever,/Hangt ons waterketen vast,/Dat er niet een enkle mast,/Doorsluipt tussen elke oever. De trotse koning vergist zich: Hierop bruist de vloot der Staeten,/naar den Teems, daer Brittenlant,/ Trots zijne ysre keten spant. met als resultaat: Hy rukt stael, als ragh aan flarden,/Sloopt kasteelen langs het strand,/Steekt met zijn gezicht den brant,/In den schepen. In andere liederen van tijdgenoten gaat de grootste eer naar Cornelis de Witt. Het gedicht Witte Wimpel van Matthijs Balen wordt opgedragen Aen den dapperen, Wel-Edelen en Qestr. Heer, de Heer Kornelis de Witt en het begint met: Toen Witt 's Lands-wit bereykte, en Karel aan ging tasten,/Te midden op zijn Kuste, ontziende geen gevaar;/Vernielende, in de grond, zijn Kielen, Tuyg en Masten;/Toen wierd, den grooten-Brit, de Leeu, zijn Wit gewaar. Hij deed het niet alleen: Met Ruyter en van Gent, en fnuykte Stuards macht.
Tijdens de vierde zee-oorlog tussen de Nederlanden en Engeland werd in liederen teruggekeken op de roemruchte admiraals uit het verleden De Ruyter en Tromp. In het Amsterdammers zeemanslied vertelt een zeeman aan zijn liefje Anna dat hij zich heeft gemeld als matroos om tegen de Engelsen te vechten: Heb mijn zak nu vol dukaaten,/Henrikaters op me Schoen,/‘k Laat het nou niet meer by prate,/Zal ’t nou reys met vreugde doen. Al leven De Ruyter en Tromp niet meer, de tegenwoordige admiraals (Deedel, Hartsink en Kinsbergen) zijn ook helden, waar hij graag onder dient. In stadhouder Willem V heeft hij minder vertrouwen als hij het glas heft Op het welzyn van de Prins,/Want die braaven Admiraal,/Is met Stad en Land neutraal. Alle 21 coupletten eindigen met die verwijzing naar zijn neutraliteit. 
In enkele andere liederen wordt admiraal Zoutman bejubeld als iemand die net zo dapper is als de vroegere admiraals: Wy hebben op de Doggerbank,/met ons klein getal van Scheepen,/De Vyand schoon geneepen,/En gebragt onder bedwang./Onze Metale Draaken/Spoogen weer vier en vlam,/Parkers Vloot kwam in noot,/Door de dappere Soutman.
De enige zeeslag was bij de Doggersbank en die eindigde onbeslist. Er kwam een bundel uit, die helemaal was gewijd aan admiraal Zoutman. Hij werd bejubeld als overwinnaar: Want Zoutman, die dappre Held, Heeft ’s Lands ouden roem hersteld, en met een paar variaties wordt dit refrein bij alle 13 coupletten herhaald. Het volk wordt aangesproken als patriots geslagt, dat de victorie moet toejuichen: Triomph; triomph dan Batavier, En wild geen vreugde staaken. Dappere matrozen kregen een lintje van Zoutman en daar waren ze trotser op dan een op een lintje van stadhouder Willem IV: Weg, Henri-Quatre! met u franje,/Meloene koleur en flaauw Oranje:/Hier heb ik à la Zoutmans Lint,/Die zich aan Nederland verbind.

### Kaperslied
In 2017 werd een zeeroverslied uit 1630 teruggevonden in de London Library. Het  'Beclach Liedt' verhaalt gedetailleerd over Duinkerker kapers die rovend langs de Friese kust voeren en uiteindelijk door twee kapiteins van de Dokkumer Admiraliteit door een list gevangen genomen werden. Vijf zeerovers werden uiteindelijk in Dokkum opgehangen. Een deel van het manuscript is moeilijk te lezen. Gebaseerd op het leesbare is er een zingbare versie gemaakt.
Hang ze op Hang ze op aan de strop,
bind een touw om hun kop.
Laat ze zien wie de baas is op zee.
’t is de Admiraliteit met haar schepen zo sterk,
en al heel als ze komen met twee.
Tegen Hendrik en Wouter is niemand bestand,
Hetzij met, dan wel zonder soldaten.
Hang ze op aan de strop,
bind een touw om hun kop.
Dit is ’t eind van die piraten!
Veel padvinders hebben het zeeroverslied De machtigste koning van storm en van wind tijdens het kamperen uit volle borst gezongen.
Voor de Nederlanden was John Paul Jones (vlootofficier) een bijzondere kaper. Hij wordt gezien als de eerste ‘zeeheld’ van de Verenigde Staten. Tijdens de Amerikaanse onafhankelijkheidsoorlog sloot deze Schot zich aan bij de Amerikanen en werd daarom in Engeland als piraat bestempeld. Hij voer eind 1779 met zijn vloot onder Amerikaanse vlag de haven van Texel binnen. Hij maakte een zegetocht door de Republiek met een bezoek aan Den Haag en Amsterdam. Er werd een liedje over hem gemaakt dat graag gezongen werd door de inwoners van de Republiek: Hier komt Paul Ionas aen. Het is zoon aerdig ventje: Zijn Schip is na de grond gegaen, Ging op een Engels entje.
Een kaperslied uit 1781 roept Nederlandse helden op om kapers uit te rusten tegen de Engelsen, want Zijn roven zijn plondren,/Zijn zeeschuimerij,/Brengt hem als wij dondren/Eerlang in de lij. Vervolgens worden de Nederlandse rijken opgeroepen om in te tekenen en de burgers en boeren om geld erin te steken. De matrozen zweren dat ze Engeland zullen leren wat zeeschuimen is.

De patriottische dichter Jacobus Bellamy prees in de strijd tegen de Engelsen De ronde en stoute Zeeuwen/ Zijn kapers uit den aard,/ En trots de kloekste leeuwen,/ Voor geen geweld vervaard. Hij roept de fluksche jonge knapen op mee te doen: Welaan, laat alles varen,/ Begeeft u mede in zee!/ Wij maken op de baren/ Den trotschen Brit gedwee.

### Visserslied

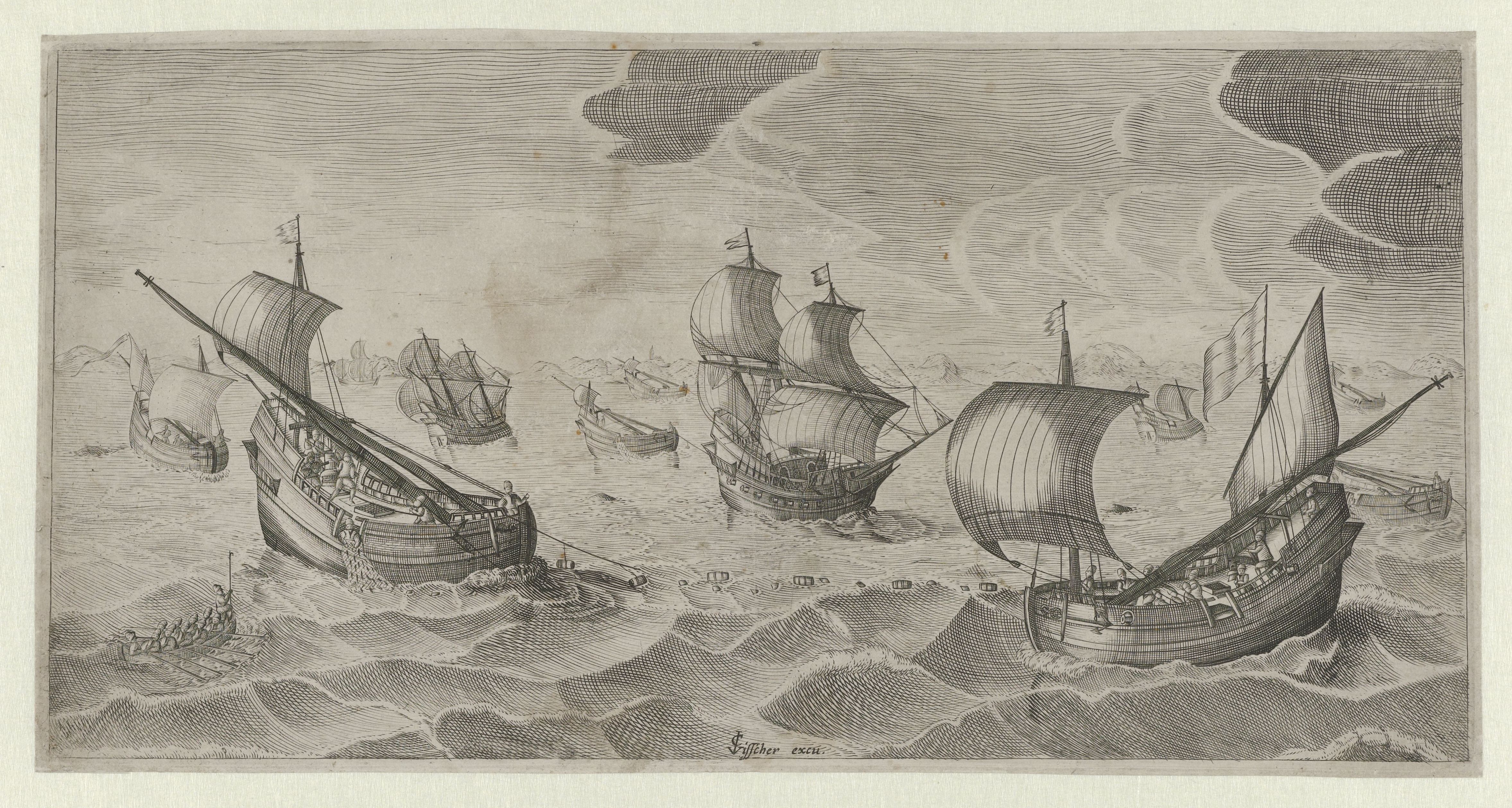
Haringvangst

Vissers op de Zuiderzee, de Noordzee en de Atlantische Oceaan ondervonden dezelfde problemen als andere zeelui. Veel liederen gaan over het onstuimige weer, waarin ze regelmatig terecht komen en over de dank aan God als ze ondanks de opgelopen schade het er levend van afbrengen.
Het Vlaardings visserlied uit 1816 op de wijs van het Engelse volkslied beschrijft het verloop van een storm. In het eerste couplet betrekt de lucht en neemt de wind toe.
De zon ontvlugt alreê./Hij verwt de lucht en zee/Met aklig rood./Hoor, hoe de zee reeds bruist,/De stormwind huilt en druischt,/Door mast en touwen suist:/Sta pal in nood!
De storm wordt een loeiende orkaan: Hoe vreeslijk sling’ren wij;/Een stortzee rijst aan lij. Vervolgens breekt de mast en slaat het schip lek. Aan het uitgeworpen anker wacht men tot de storm gaat liggen: Natuur schijnt als vermoeid,/De orkaan heeft uitgeloeid,/de stormwind ligt geboeid,/de donder zwijgt.
Duinkerker vissers voeren naar IJsland om daar kabeljauw te vangen. Ze bleven daar zes maanden vissen.
Alle die willen naer Island gaen,/om kabeljauw te vangen,/en te visschen met verlangen,/naer Iseland, naer Iseland toe,/tot driendertig reyzen,/zy zyn nog niet moê.
Als vissers op een haringboot het want hebben uitgezet, is het wachten op de haring. Ondertussen kan het weer roet in het eten gooien.
Het wand is uyt geschooten,
God geev' ons goede vangst;:
om haringh is het wenschen,
daer na is veel verlangst.
De schadelijke winden,
het onweer van de lucht,
de zee met zijn tempeesten,
dat brengt ons op de vlucht.
Van het nu nog steeds bekende lied Al die willen te kaap'ren varen wordt meestal vermeld dat het over de kaapvaart gaat. Het vierde couplet begint met Al die met ons de walrus wil kelen en de mannen met baarden gingen dus ook naar de Noordkaap op walvisjacht.  
In het lied van schipper Wannes belooft hij zijn Roosje, dat hij nog één keer zou uitvaren op walvisjacht en daarna konden ze trouwen.Hij hield zijn woord en hoopte dat Roosje hem ook trouw zou blijven. Hij kwam inderdaad rijk terug en ze leefden nog lang en gelukkig. Dat spreekt niet vanzelf, waarschuwt de dichter in het laatste couplet.
Nog eenmaal den walvisch harpoenen,
Harpoenen den walvisch in 't Noord,
En 'k breng schat en rijkdom u mede,
U mede terug in dit oord!
Dan roep ik van verre: mijn liefste,
Mijn liefste, nu los ik mijn woord!
Uw liefde viel toch op geen ander?
Geen ander en klampte u aan boord?
Nog eenmaal stak Wannes de visscher,
Stak Wannes de visscher, in zee;
Niet lang bleef hij weg en bracht schatten,
Bracht schatten en rijdommen meê.
En 't jaarken en was niet verloopen,
Verloopen op veilige ree,
Of Roosje die droeg aan heur boezem,
Heur boezem een zoontjen of twee!
Nog meermaals zong Wannes zijn liedje,
Zijn liedje dat ieder bekoort;
Het wordt van de meisjes nog heden,
Nog heden zoo geerne gehoord!
Doch iedere visscher en keert niet,
En keert niet terug uit den Noord,
Noch houdt zoo getrouw niet als Wannes,
Als Wannes aan Roosje, zijn woord!

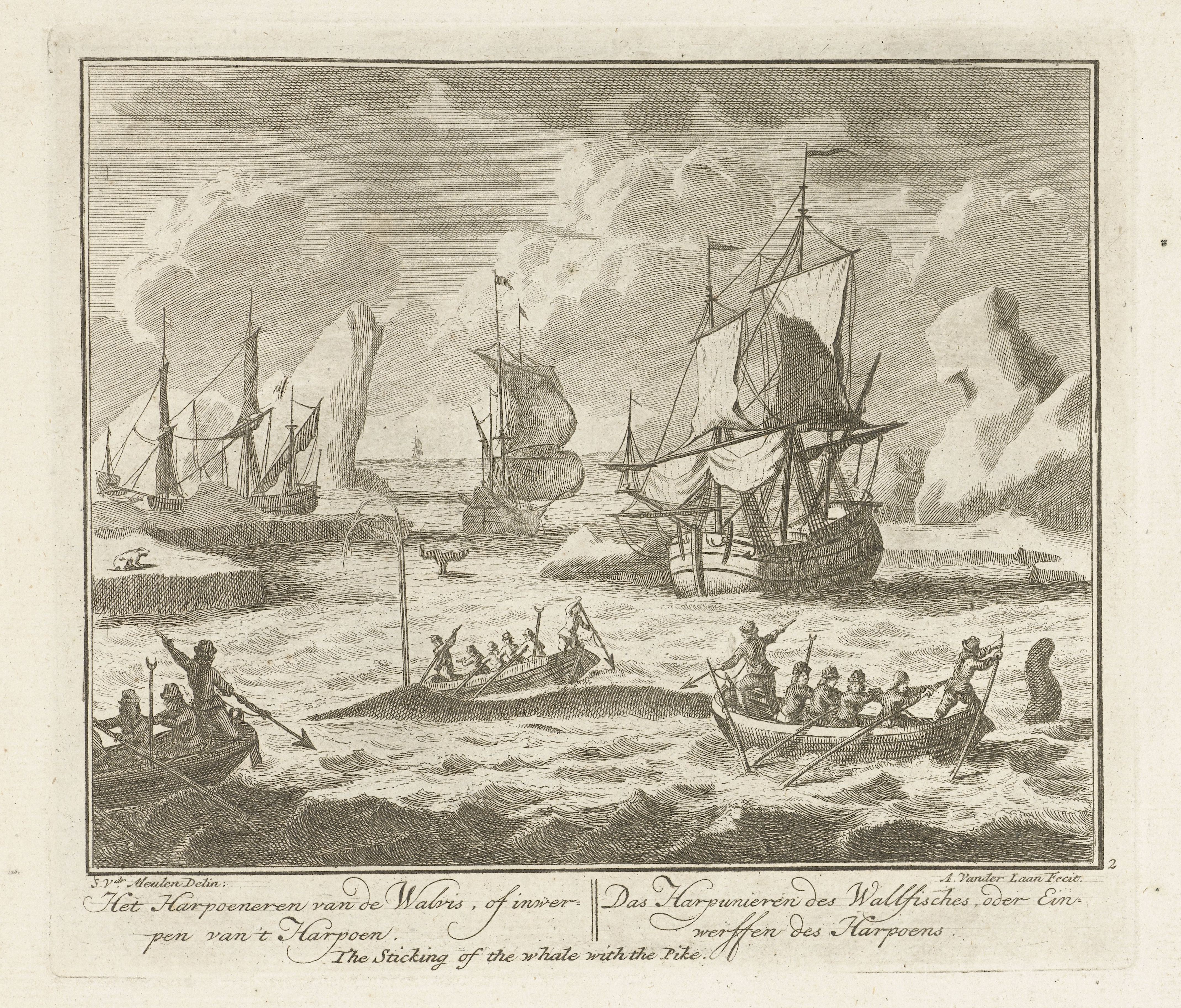
Harpoeneren van de walvis, ca. 1725

De Basken waren de eersten die de commerciële walvisvaart beoefenden en in de 17e eeuw volgden Hollanders en Engelsen hun voorbeeld. Na de Tweede Wereldoorlog werd met de uWillem Barendsz de walvisvaart weer opgepakt. In het verslag over de eerste tocht in 1946/47 staat een lied met een eerbetoon aan de Basken.
Gegroet, Biskaayse Golf,
Eertijds des walvis’ hoeder,
Waart gij er niet geweest,
wij zaten nog bij moeder.
De baskers waren het
Die walvisvaart ons leerden.
Wij jagen dus het wild,
Dat zij zo fel begeerden!
Dus prijzen wij oprecht
De Golf hier van Biskaye,
Al moet ook menigeen
Er vreselijk in spaaien.
Velen die voor de eerste keer door de Golf van Biskaye voeren werden zeeziek en moesten overgeven (spaaien). Ze kregen als troost, dat het eenmalig zou zijn: Het is het entree-geld,/Voor ’t schone zeemansleven,/Laat stormen straks zo ’t wil,/Gij zult er niet om geven.

### Beste stuurluilied

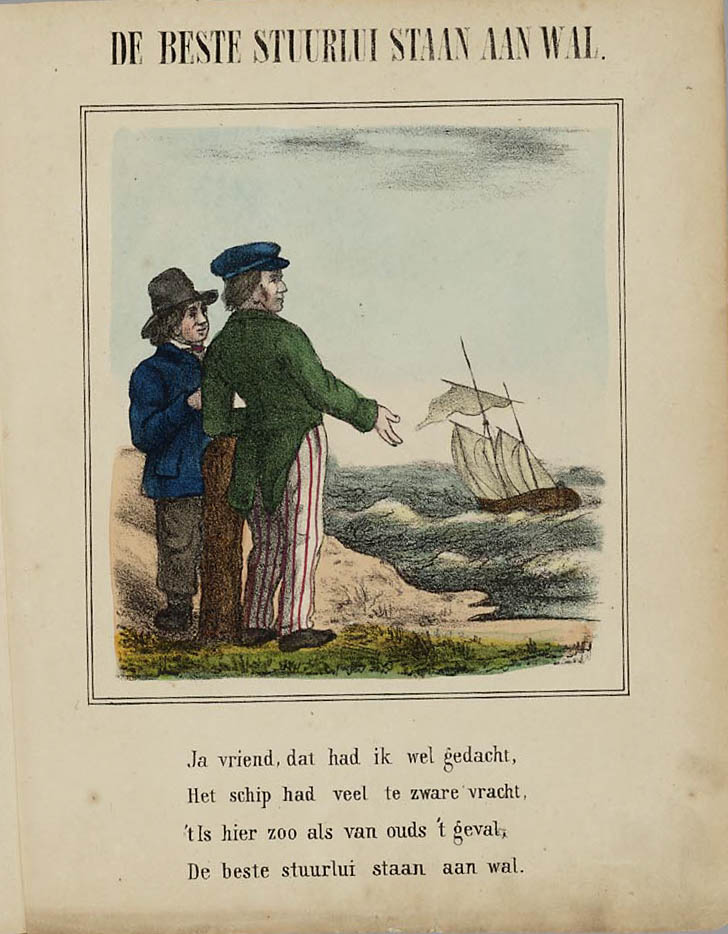
De beste stuurlui staan aan wal)

Soms werden er liederen geschreven door toeschouwers van het zeemansleven. Passagiers aan boord maakten alles van nabij mee en sommigen beschreven in een lied wat ze zagen. Aan de wal werden de zeemansliederen vaak als ordinair beschouwd en vanaf de laatste decennia van de 18e eeuw ontstond er de behoefte om nette zeemansliederen te schrijven. De auteurs kwamen uit de nette burgerij. 
In de loop van de 19e eeuw werden opvoedende liederen geïntroduceerd op kweekscholen voor de zeevaart, op opleidingsschepen en bij de marine. Het bevorderen van het nationaal gevoel was vaak ook een element in dergelijke liederen. 
Jacob van Lennep schreef zulke zeemansliedjes. Bijvoorbeeld over De stervende matroos. De Britse vlag was succesvol neergehaald, maar Over ’t dek, met bloed bedropen,/was Jan Teunisz, zwaar gewond. De arme jongen vraagt zich bezorgd af: Heb ik voor der Staten vlag,/mij naar eed en plicht gekweten,/Op dees’glorievollen dag? Hij wordt gerustgesteld en vraagt dan, mocht hij sterven, dat een van zijn maten zijn een haarlok van zijn hoofd en een eerder geschreven brief naar zijn lieve Kaatje in Delfshaven brengt. Hij sterft rustig en krijgt een zeemansgraf: En toen overboord gegleden,/De afgestorven bootsgezel,/Plofte in ’t peilloos diep beneden,/Klonk het: ‘beste Jan! Vaarwel!’
In de afscheidsliederen van Van Lennep heten de vrouwen vaak Kaatje of Klaartje. De echte zeeman is volgens Van Lennep iemand die de vijand wil verslaan en daarvoor alles over heeft..Hij maakte ook een arbeidslied: Lied aan het gangspil. Daarin worden de officieren, de bootsman, de scheepsarts en de kok op de hak genomen, steeds besloten met: Of ’t waar is – kijk dat weten wij niet,/Wij draaien maar voort en zingen ons lied,/Hi! ha! o! hi! ho!
Pieter Jelles Troelstra, dichter en politicus, schreef in de laatste decennia van de 19e eeuw enkele liederen over het zeemansleven. Over de zeeman zelf die verlangt naar zijn meisje: Zie ik jouw beeld,/Zing ik mijn zang,/‘k Zal aan je denken,/Mijn leven lang. Over de trouw tussen de geliefden: De zeeman is verdronken,/Maar bleef zijn liefste trouw. Over de zeemansvrouw, die een wiegelied zingt voor haar kind: Slaap zoet mijn kindje,/ei sluimer nu zacht,/Buiten is vader in stormige nacht.

## 20e eeuw

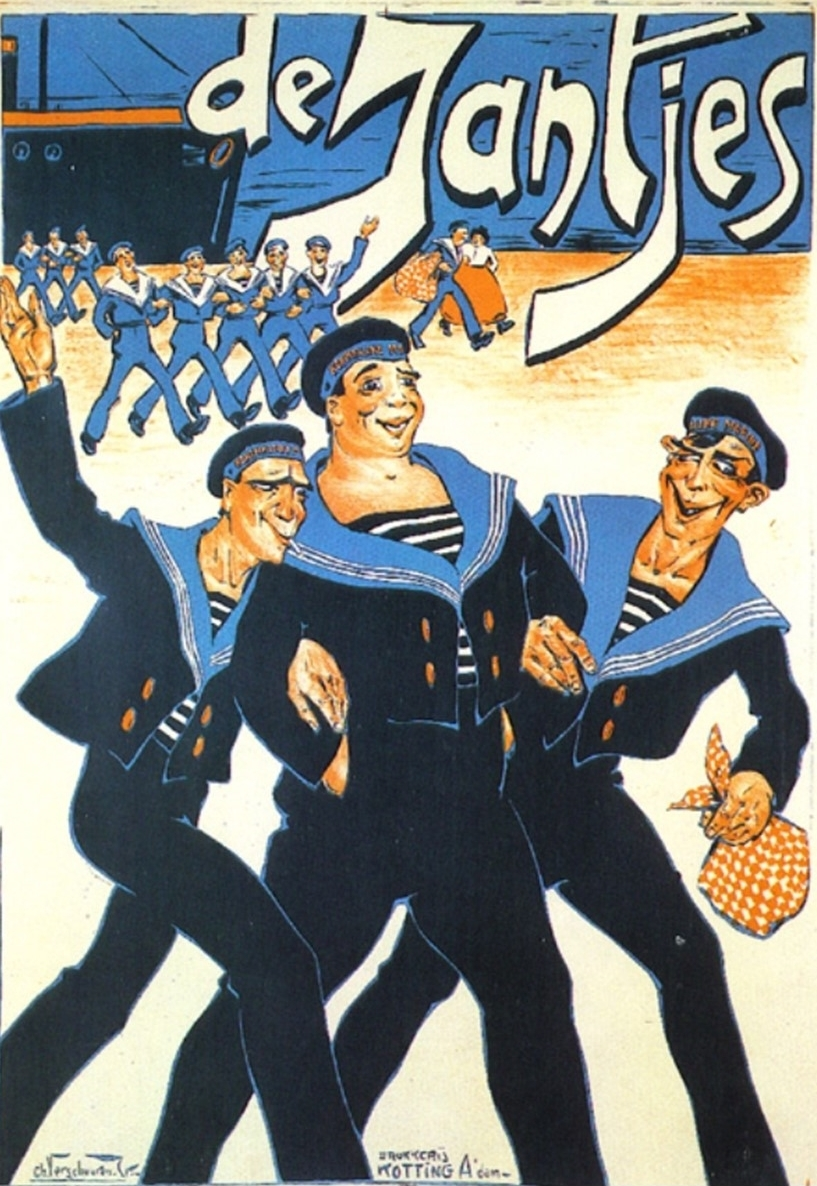
Affiche eerste opvoering van "De Jantjes", 1920.

Diverse populaire zangers en zangeressen zonder zeemanservaring namen eigen zeemansliederen op in hun repertoire. Vaak hadden die een smartlapkarakter. Omstreeks 1903 schreef Koos Speenhoff drie volksliedjes over het zeemansleven. De blijde thuiskomst: Ik kom thuis gevaren,/Langs de hooge zee, met het refrein Vare, vare,/Is toch je ware. Het voor de vrouw droevige vertrek: Ach! Ik ben toch zoo naar,/Ik zak haast in mekaar, met het refrein Ach! m'n Arie is gaan vare' / Met z'n scheepie op de zee en de verontschuldiging van de vertrekkende zeeman: Vaarwel Marie, ik moet je nu verlaten,/Ik heb geteekend bij die zeesoldaten.
Louis Davids schreef voor het muziektoneelstuk De Jantjes Nou tabé dan, ik groet je mijn mooi Amsterdam over iemand die vertrok en voor zes jaar had getekend. Het vertrekken kreeg extra nadruk met het lied Als de tros wordt los gesmeten.
In de smartlap Ketelbinkie uit 1942 overleed de scheepsjongen. Een eeuw eerder verweet zijn collega-scheepsjongen zijn moeder dat ze hem naar zee had gestuurd: Ach, moeder! waarom mij van uwe zijde verdreven?/Naar 't scheepsvolk zoo ruw op 't woestend element. Hij werd wel net zo behandeld als Ketelbinkie: Maar hier geen zacht gevoel, geen menschelijk mededoogen,/Slechts vloeken op 't kind, dat angstig voor zich ziet. En hij vraagt zich af: Zeg, moeder! zeg mij toch, wat u uw kind misdeed.
De oude zeemansliederen waren nog niet vergeten en in zangbundels, bestemd voor zingen in groepen zoals kampeerders, kwamen daarin vrij veel oude zeemansliedjes voor, In de tweede helft van de 20e eeuw werden talloze zeemansliedjes geschreven, die populaire zangers van het Nederlandse lied in hun repertoire opnamen. In de Top 100 van Nederlandse zeemansliedjes zijn ze te beluisteren. Daarin staat in 2025 op nummer 1 het lied Meisje, ik ben een zeeman, dat de Nederlandse popgroep New Four in 1980 uitbracht.
Vanaf de jaren 1970 ontstonden overal in Nederland shanty-koren die de oude zeemansliederen gingen zingen waaronder veel Engelse.

Astrid Nijgh bracht in 1979 het album De Razende Bol uit. Het bevatte twaalf zeemansliedjes van Lennaert Nijgh, deels door hem bewerkte klassieke nummers, deels nieuwe nummers.

Willem Wilmink maakte in 1988 voor Het Klokhuis een zeemanslied met als refrein: Zeeman, wat heb je mooie ogen,/al je reizen zijn daarin bewaard,/ik zie de meeuwen die nog ver zijn meegevlogen,/ik zie de maan die langs het water vaart. Als hij op zee is draait zijn vrouw de 'droefste platen uit haar kleine discotheek' en hij leest en herleest aan boord haar brieven. Dokters herken je aan hun witte jas en volgens Wilmink zeelui aan hun ogen,/die zo diep zijn als de zee.

Herman van Veen schreef in 1989 een zeemansliedje. 
Refrein
Op de Noordenwind Zuidenwind Oostenwind Westenwind
Vaar ik van hot naar haar
Op de Stille Zee Wilde zee Zwarte Zee Rooie Zee
Vaar ik mijn neus achter na
De reis duurde twee maanden
Het hoog opspattende water
Twee maanden voor de boeg
Dan gaat de boel voor anker
En wij gaan naar de kroeg.

## 21e eeuw

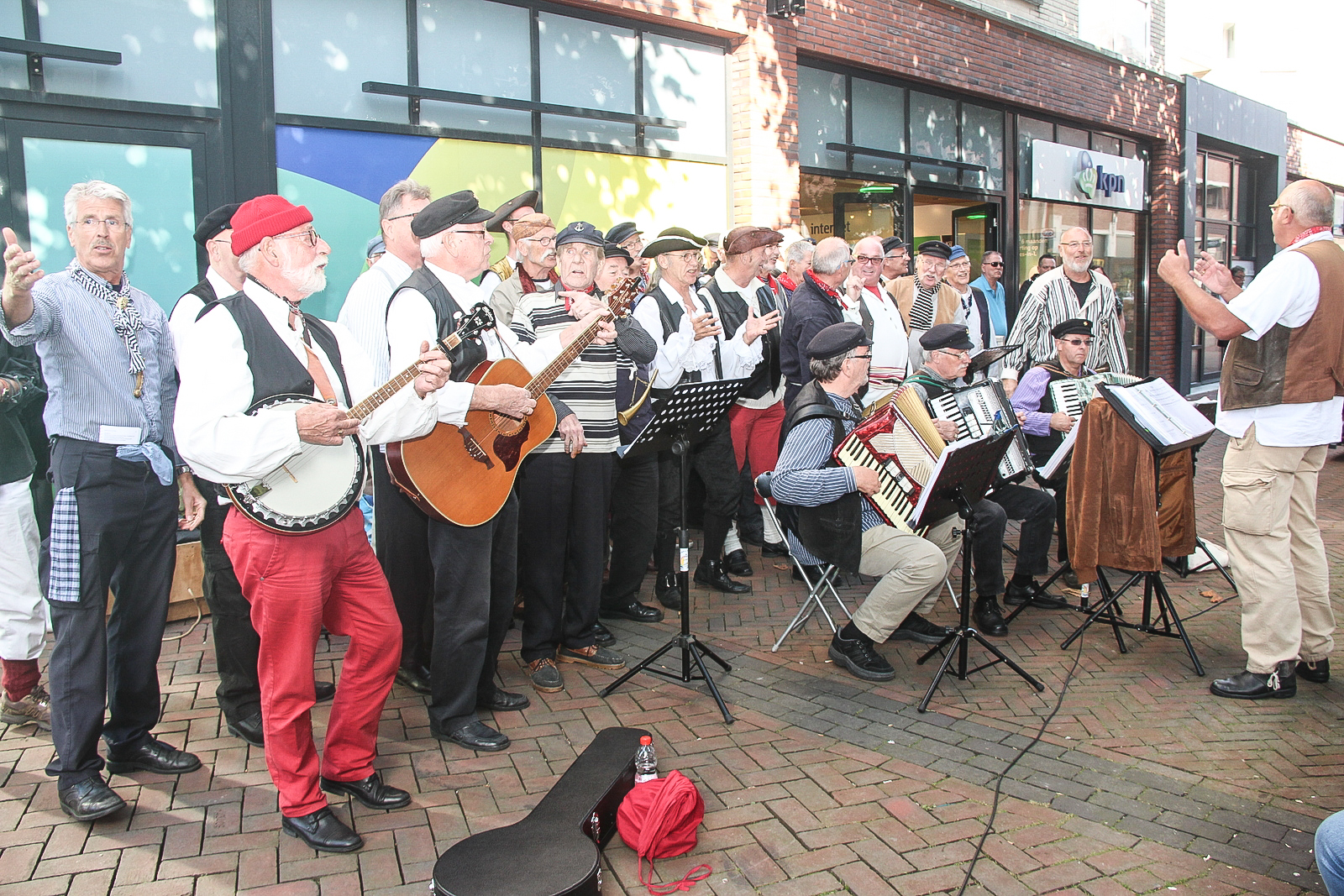
Shantykoorfestival in Spijkenisse 2015

Medio 2025 waren er zo’n 400 shanty-koren in Nederland met in totaal 15.000 leden en staat shanties zingen op de lijst van immaterieel erfgoed. 
Veel nieuwe zeemansliederen komen er niet meer bij. Uitzondering is de zanggroep 4Tuoze Matroze. die zich heeft toegelegd op het Nederlandse zeemanslied.
Het uit de 19e eeuw stammende lied Soon May the Wellerman Come werd in 2021 korte tijd heel populair in Nederland. De Volendammer zanger Jan Keizer nam het op met een Nederlandse tekst.
Als artiesten nu een zeemanslied schrijven gaat het met een boodschap of een kwinkslag. Katinka Polderman begint met De schuimkoppen sloegen kapot op de voorplecht,/En wij maakten koers naar de Golf van Biskaje. Al gauw zoekt de matroos zijn heil bij een vrouw, verkeert hij in duistere kroegen en slaat hij ruige taal uit. Tenslotte komt het besef dat je zuinig moet zijn op je lichaam: En in de kroeg dansten bloedgeile vrouwen,/Maar wij voerden liever een boeiend gesprek,/Over haar jeugd, over mode en hobby’s,/Ze gaven ons tips voor het schrobben van ’t dek.